# Barnaba da Modena
Barnaba da Modena, właśc. Barnaba Agocchiari (ur. ok. 1328 w Modenie, zm. ok. 1386 tamże) – włoski malarz epoki trecenta, działający zwłaszcza w Ligurii, Piemoncie i Pizie w drugiej połowie XIV wieku. Znany z przedstawień Madonny z Dzieciątkiem oraz z obrazów mających za motyw Ukrzyżowanie i Zmartwychwstanie Jezusa.

## Życie i twórczość

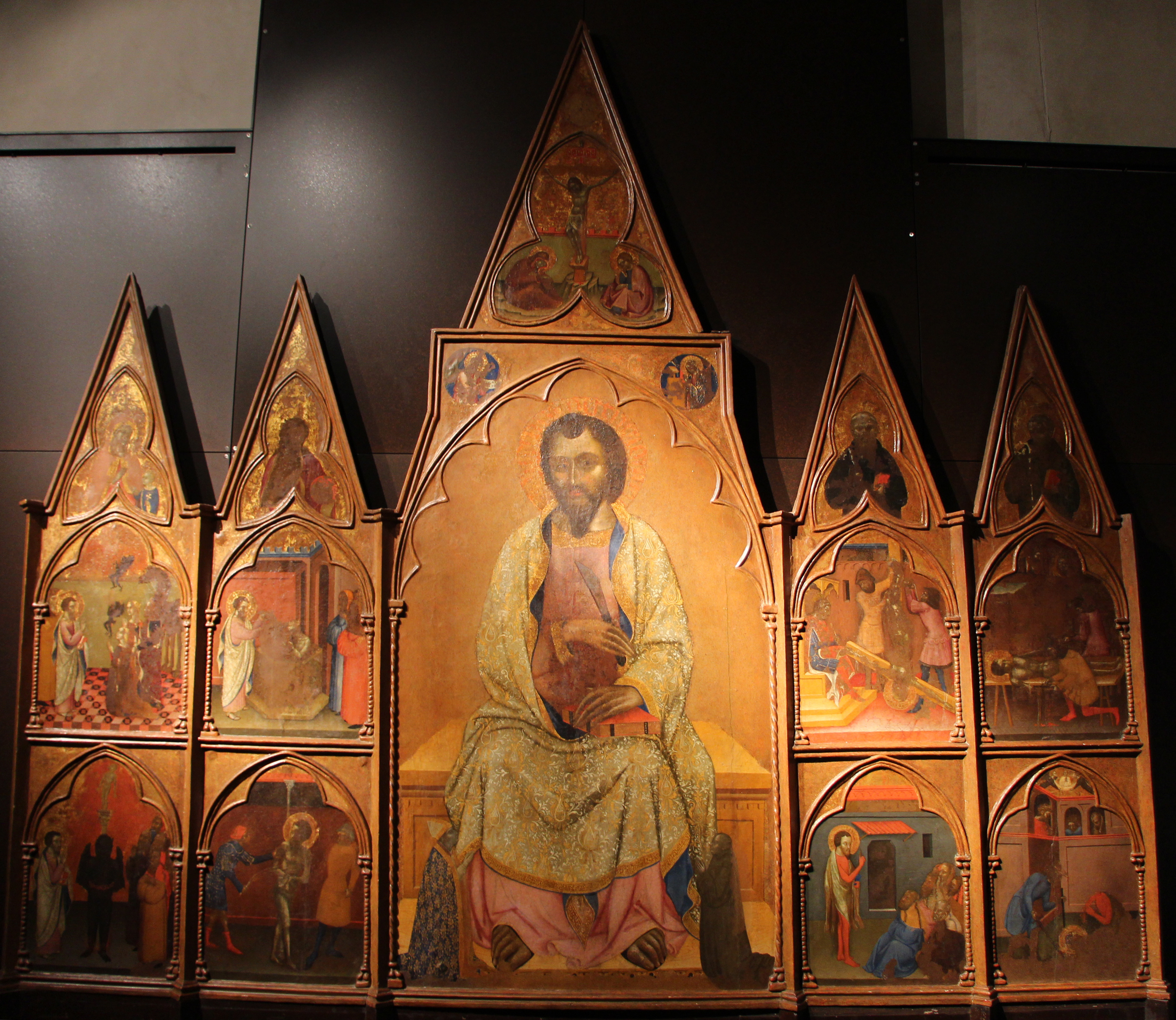
Poliptyk św. Bartłomieja, 1377–1382, Muzeum Diecezjalne w Genui

Barnaba Agocchiari otrzymał przydomek „da Modena”, ponieważ urodził się i zmarł w tym mieście. Był synem Ottonella i Franceski Cartari. Jego rodzina pochodziła z Mediolanu. Nazwisko rodu, De Agoclaris, urobiono od zawodu pradziadka artysty, Ottona, który osiedlił się w Modenie. Jako artysta Barnaba działał zwłaszcza w Ligurii, Piemoncie i Pizie w drugiej połowie XIV wieku. Jego styl artystyczny został ukształtowany w środowisko malarzy emilijskich, w tym pod wpływem Vitale da Bologna. Wyrazem wpływów tego ostatniego jest obraz Św. Katarzyna, cechujący się dynamizmem i żywą kolorystyką, datowany na 1352 rok, znajdujący się w prywatnej kolekcji w Santiago w Chile. Późniejszą działalność Barnaba da Modena  prowadził jednak z dala od regionu swego pochodzenia, głównie w Genui, gdzie, według niektórych dokumentów, mieszkał w latach 1361–1383; 13 października 1361 roku na 3 miesiące zatrudnił malarza Angelo z Florencji, a 18 lipca 1362 roku na 2 miesiące malarza ze Sieny Barnabę di Bruno (w tym ostatnim dokumencie został wymieniony jako „Civis et habitator Januae”).  Przez 3 lata malował freski w kaplicy pałacu dożów Genui. 26 kwietnia 1364 roku otrzymał wynagrodzenie za tę pracę (która później uległa zniszczeniu) oraz za obraz ołtarzowy, które to dzieła przyniosły mu duży rozgłos w mieście. W 1370 roku namalował obraz dla ołtarza Loggii dei Mercanti. Później przez pewien czas pracował w Piemoncie. W 1380 roku został zaproszony przez Fabbrica del Duomo w Pizie, gdzie zlecono mu dokończenie cyklu Historie św. Rajnera w Camposanto Monumentale, rozpoczęte przez Andreę di Bonaiuto. W Pizie powstały dwie jego Madonny, obecnie przechowywane w Museo Nazionale di San Matteo. W 1383 roku powrócił do Genui, a ostatni dokument, który go dotyczy, pochodzi z 9 listopada tego roku.

## Obrazy
Barnaba da Modena namalował serię obrazów mających za temat Madonnę z Dzieciątkiem. Pierwszą grupę tworzą obrazy podpisane i datowane przez artystę:
- 1367 – Madonna z Dzieciątkiem, obecnie w Städel Museum we Frankfurcie nad Menem;
- 1369 – Madonna z Dzieciątkiem, Kaiser-Friedrich-Museum w Berlinie; obraz został zniszczony podczas ostatniej wojny;
- 1370 – Madonna z Dzieciątkiem, Galleria Sabauda w Turynie. (wcześniej w kościele San Domenico w Rivoli);
- 1374 – Madonna adorowana przez wiernych i dwie nowotestamentowe postacie, National Gallery w Londynie;
- 1377 – Madonna z Dzieciątkiem, kościół San Giovanni Battista w Albie[2].

Dwie inne jego prace są podpisane, ale ich daty trudno jednoznacznie odczytać: 
- Madonna z Dzieciątkiem, Palazzo Madama (Museo Civico) w Turynie,
- poliptyk z kościoła San Dalmazio w Savonie (datowany 1376, później 1386).

Do grupy tej należą jeszcze inne prace, podpisane, ale nie datowane:
- dwa poliptyki z katedry w Murcji (namalowane w Genui i wysłane do Hiszpanii);
- Madonna z kolekcji Museo Nazionale di San Matteo, namalowana, jak głosi inskrypcja, dla kupców z Pizy;
- ołtarzyk z Galleria Estense w Modenie[2].

W tym samym czasie artysta tworzył też dzieła religijne o tematyce odległej od ikonicznych Madonn z Dzieciątkiem: Koronacja Najświętszej Maryi Panny, wyobrażenia Trójcy Świętej, Ukrzyżowania i Apostołów.
Język malarski Barnaby da Modena ukształtował się pod wpływem szkoły emilijskiej. Później zaznaczyły się wpływy i inspiracje sztuki bizantyńskie (za pośrednictwem malarstwa weneckiego) i gotyckie, które zbliżyły go do szkoły sieneńskiej. Jego sztuka zyskała szeroki rozgłos w Ligurii i na zachodnim wybrzeżu Morza Śródziemnego, w tym w Hiszpanii.

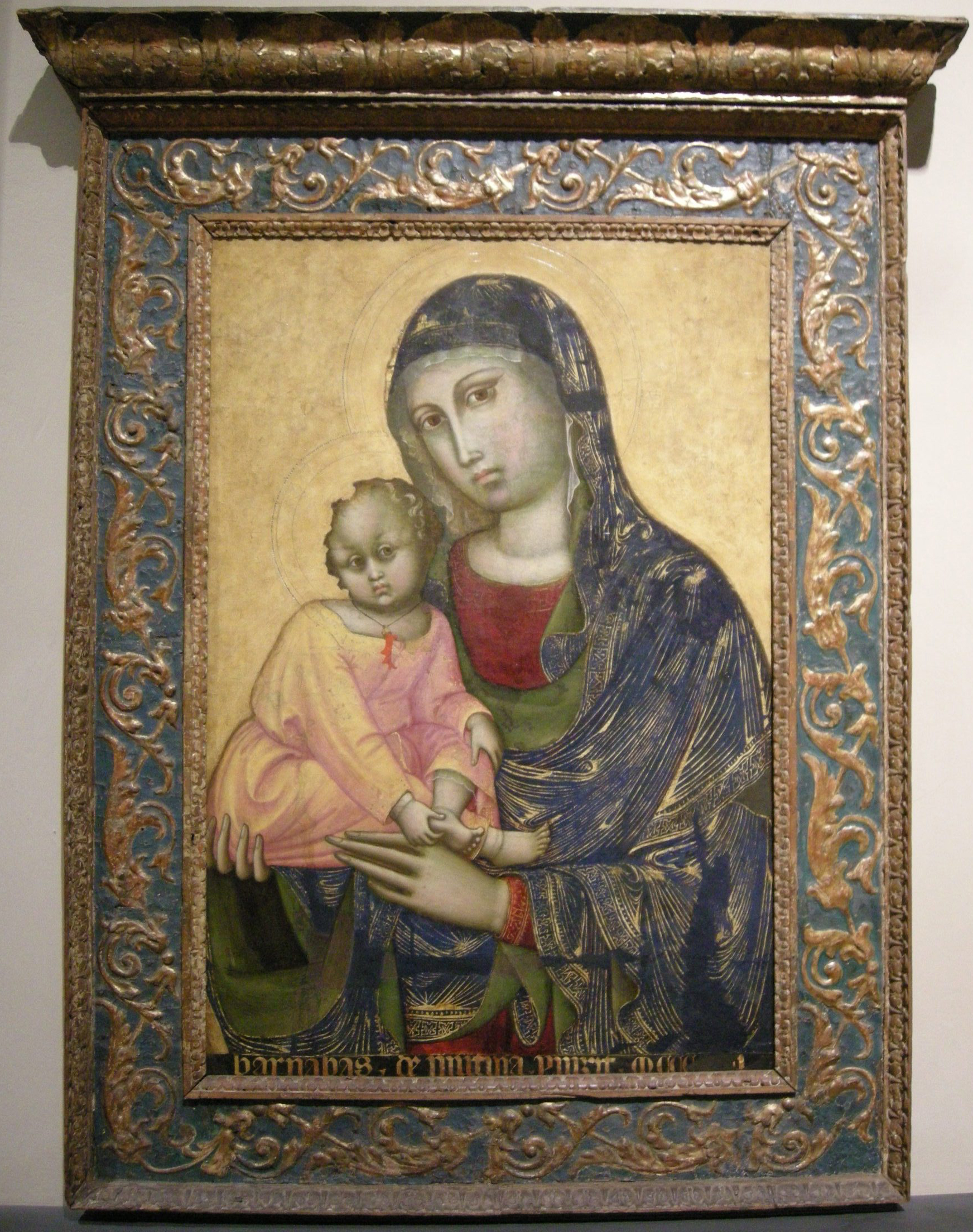
Madonna z Dzieciątkiem, ok. 1350, Palazzo Madama w Turynie
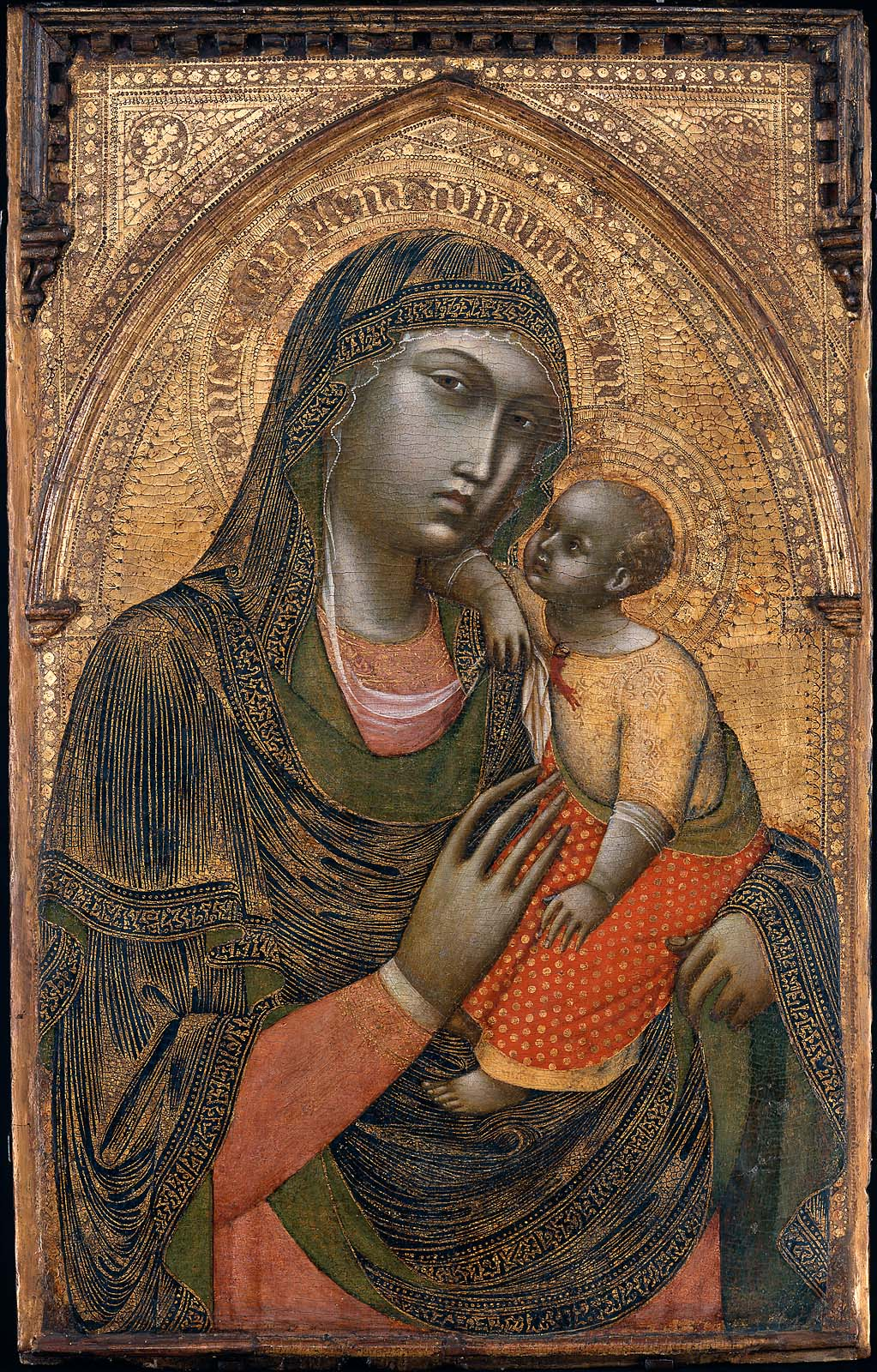
Madonna z Dzieciątkiem, lata 60. XIV w., Museum of Fine Arts w Bostonie
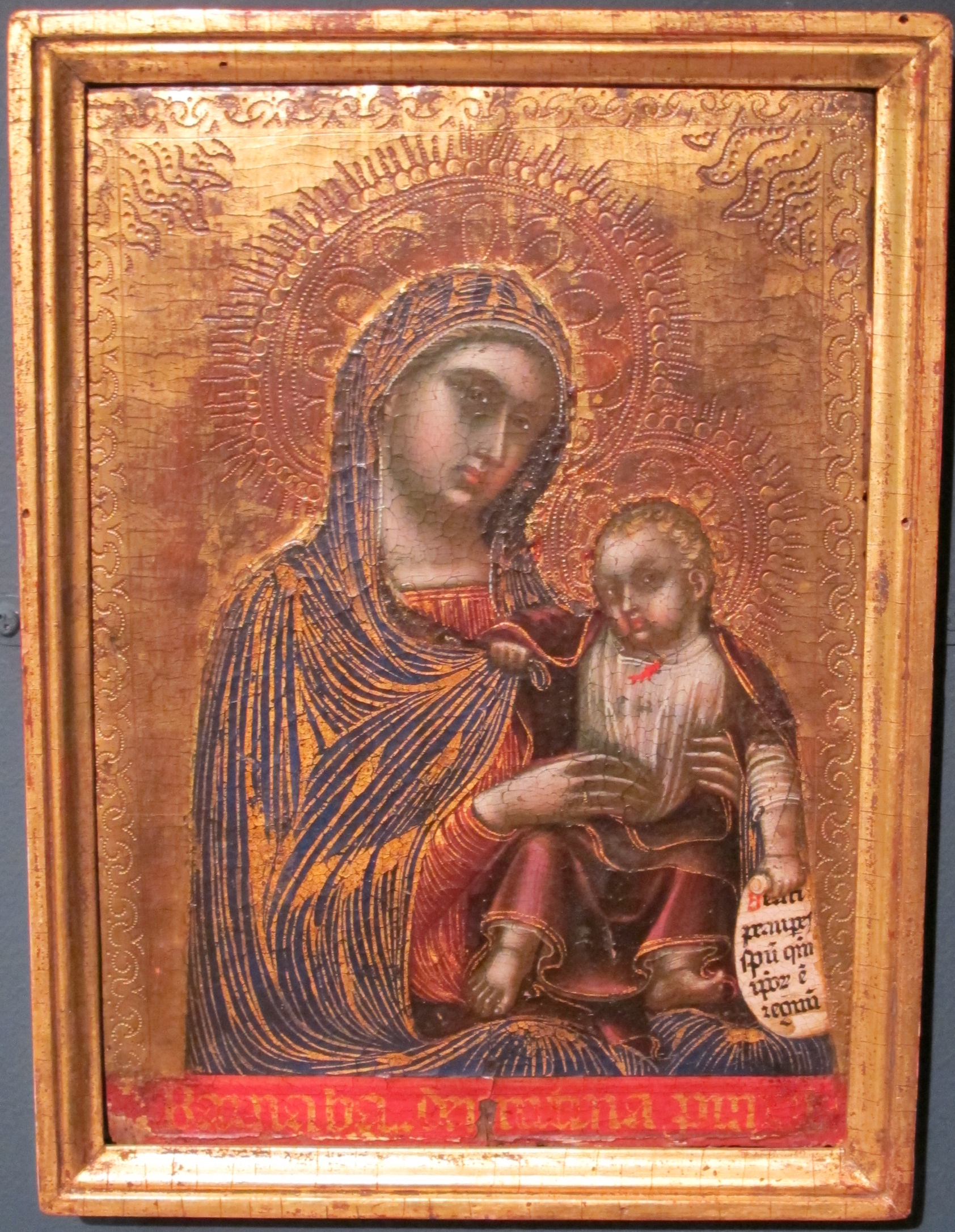
Madonna z Dzieciątkiem, 1370–1375, Courtauld Institute of Art
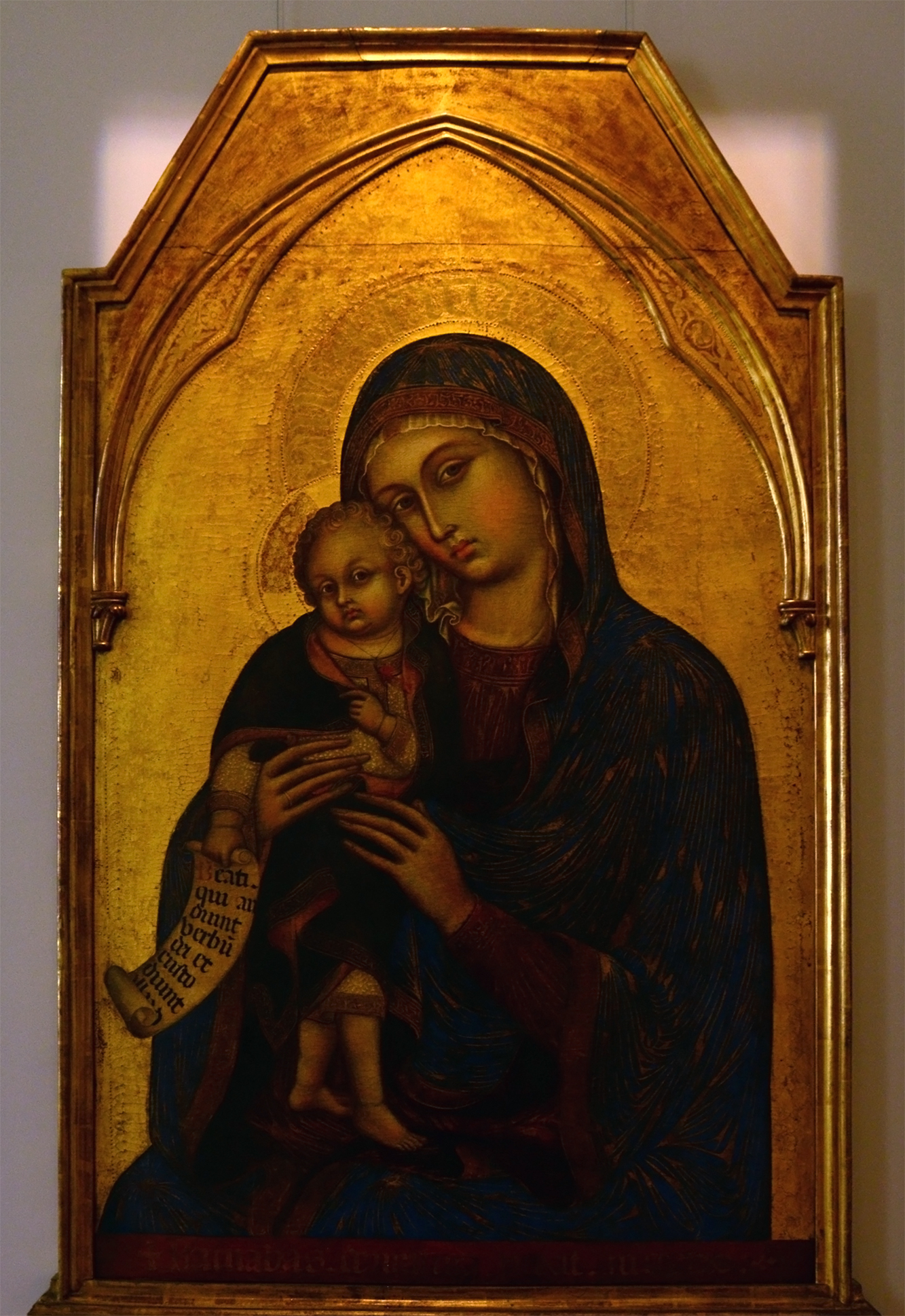
Madonna z Dzieciątkiem, 1370, Galleria Sabauda
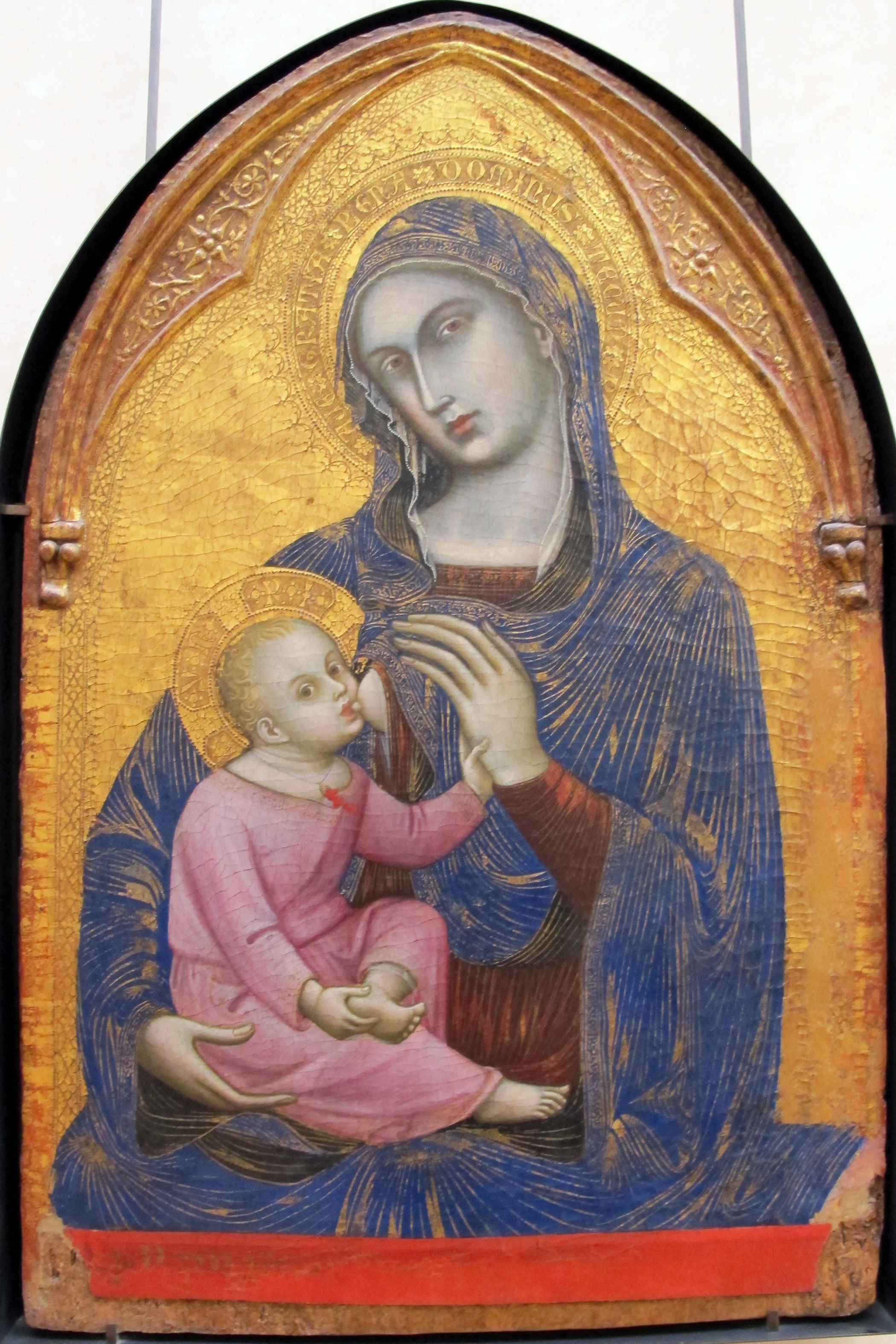
Madonna z Dzieciątkiem, 1370–1375, Luwr
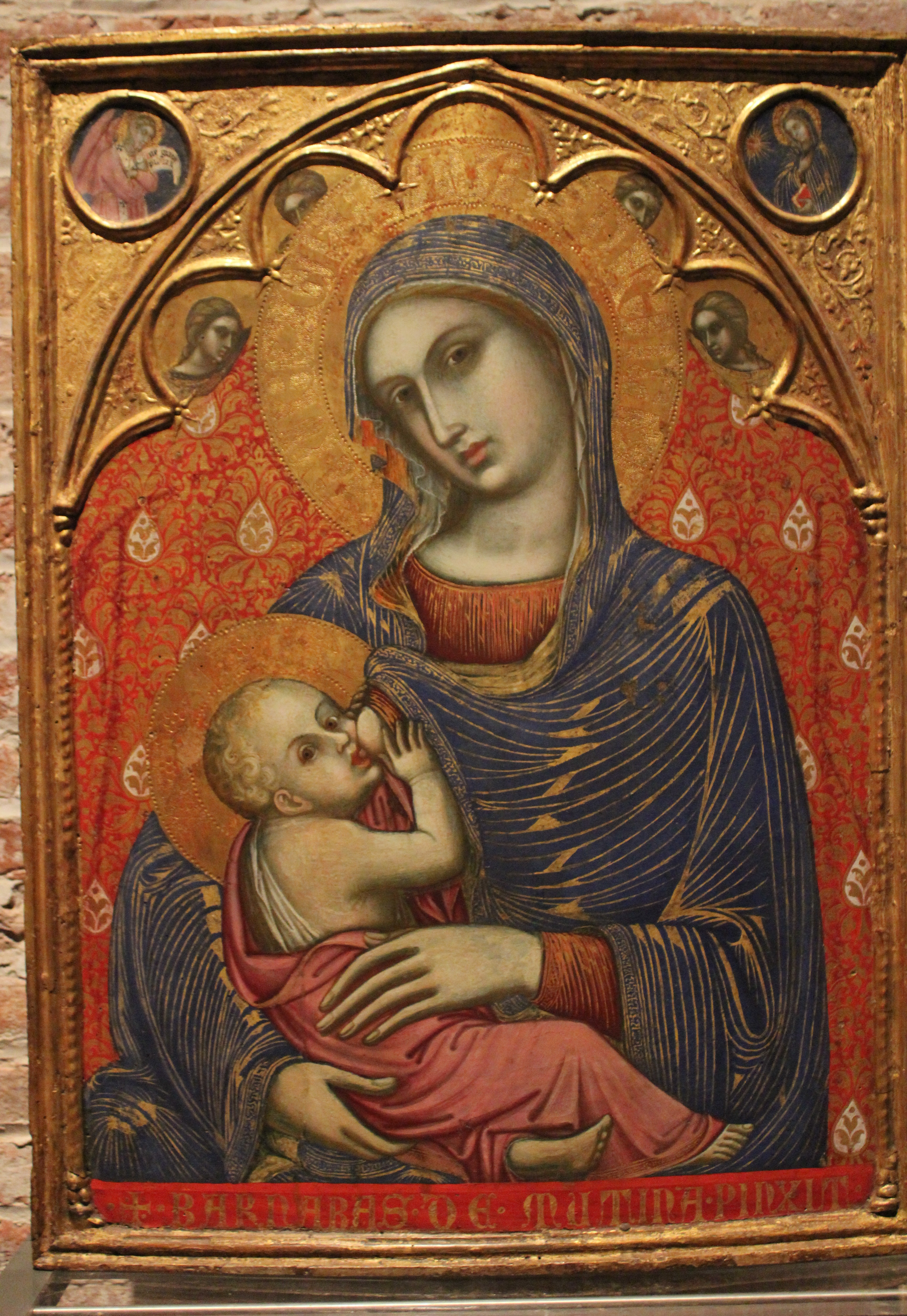
Madonna kupców, Museo Nazionale di San Matteo